# Paul LeBlanc
Paul LeBlanc (Dieppe, 1946 – Dieppe, 2 ottobre 2019) è stato un truccatore canadese, Premio Oscar al miglior trucco nel 1985.

## Biografia
Nato nel Canada francese, da Fidèle LeBlanc e May Cormier, Paul è il secondo di cinque fratelli. Ha cominciato la sua carriera come truccatore cinematografico nel 1979, sul set di American Graffiti 2, ed è noto per aver lavorato a film come Il ritorno dello Jedi (1983), Casinò (1995), Requiem for a Dream (2000), Non è un paese per vecchi (2007) e Il cigno nero (2010).
Nel 1985, insieme al collega Dick Smith, che lavorò con lui al makeup per il film Amadeus (1984), ha vinto numerosi riconoscimenti, tra cui un premio Oscar al miglior trucco e un BAFTA al migliore trucco. Sempre nel 1985 ha ricevuto lo Special Achievement Genie Award mentre, nel 2003, gli è stato conferito il Lifetime Achievement Award dalla Hollywood Makeup Artist and Hair Stylist Guild.

## Filmografia parziale
- American Graffiti 2 (More American Graffiti), regia di Bill L. Norton (1979)
- Il ritorno dello Jedi (Return of the Jedi), regia di Richard Marquand (1983)
- Il ritorno di Black Stallion (The Black Stallion Returns), regia di Robert Dalva (1983)
- Amadeus, regia di Miloš Forman (1984)
- Birdy - Le ali della libertà (Birdy) regia di  Alan Parker (1984)
- Mississippi Burning - Le radici dell'odio (Mississippi Burning) regia di  Alan Parker (1988)
- L'olio di Lorenzo (Lorenzo's Oil), regia di George Miller (1992)
- Pronti a morire (The Quick and the Dead), regia di Sam Raimi (1995)
- Casinò, regia di Martin Scorsese (1995)
- Fratello, dove sei? (O Brother, Where Art Thou?), regia di Joen ed Ethan Cohen (2000)
- Requiem for a Dream, regia di Darren Aronofsky (2000)
- Non è un paese per vecchi (No Country for Old Men), regia di Joen ed Ethan Cohen (2007)
- Il cigno nero (Black Swan), regia di Darren Aronofsky (2010)